# Власов, Михаил Максимович
Михаил Максимович Власов (1925—1943) — участник Великой Отечественной войны, снайпер 218-го гвардейского стрелкового полка (77-я гвардейская стрелковая дивизия, 61-я армия, Центральный фронт), гвардии красноармеец. Герой Советского Союза.

## Биография
Родился 21 ноября 1925 года в дер. Александровка Ижморского района Томского округа Сибирского края (ныне — урочище на территории Славославского сельского поселения Ижморского района Кемеровской области), в семье крестьянина. Русский. 
Окончил семилетнюю школу, затем работал трактористом. 
В Красную Армию был призван в марте 1943 года и направлен на фронт Великой Отечественной войны.
Снайпер 218-го гвардейского стрелкового полка гвардии рядовой Михаил Власов в ночь на 27 сентября 1943 года в районе с. Неданчичи (Репкинский район Черниговской области) переправился через реку Днепр. Лодка, в которой он плыл, от разрыва снаряда опрокинулась, добрался до берега вплавь, мужественно сражался при захвате плацдарма и отражении контратак противника. 
18 октября 1943 года у деревни Асаревичи М. М. Власов был смертельно ранен. Похоронен в деревне Асаревичи Брагинского района Гомельской области Республики Беларусь.

## Награды и звания
- Указом Президиума Верховного Совета СССР «О присвоении звания Героя Советского Союза генералам, офицерскому, сержантскому и рядовому составу Красной Армии» от 15 января 1944 года удостоен звания Героя Советского Союза посмертно[2].
- Орден Ленина (посмертно, 15.01.1944).
- Медаль «За отвагу» (29.09.1943[3])

## Память
- Подвигу Власова посвящён стенд в Музее боевой славы Ижморского района.
- В селе Новославянка Ижморского района воинам-односельчанам, погибшим в годы Великой Отечественной войны, установлен обелиск, где указан Михаил Максимович Власов[4].
- В деревне Асаревичи (Брагинский район Гомельская область) есть улица, названная в честь Власова.